# Eine wie Alaska (Fernsehserie)
Eine wie Alaska (Originaltitel: Looking for Alaska) ist eine US-amerikanische Fernsehserie des Streaminganbieters Hulu, die am 18. Oktober 2019 veröffentlicht wurde. Sie basiert auf dem gleichnamigen Roman von John Green. Die deutschsprachige Erstveröffentlichung erfolgte am 1. Januar 2020 beim Streaminganbieter Joyn.

## Handlung
Im Zentrum der Serie steht Schüler Miles „Pudge“ Halter, der neu von Orlando, Florida nach Alabama auf das Internat Culver Creek Academy umgezogen ist. Dieser verliebt sich kurze Zeit später in Alaska Young, die jedoch mit dem wohlhabenden Schüler Jake liiert ist. Da zudem Miles’ Mitbewohner Chip sich nicht gut mit der Gruppe wohlhabender Schüler versteht, gerät Miles an der Schule zwischen die Cliquen.

## Besetzung und Synchronisation
Die deutsche Synchronisation entstand nach einem Dialogbuch von Benjamin Peter und Yvonne Prieditis sowie unter der Dialogregie von Beate Andres durch die Synchronfirma Interopa Film in Berlin.
| Rolle                     | Darsteller       | Synchronsprecher        |
| ------------------------- | ---------------- | ----------------------- |
| Hauptbesetzung            |                  |                         |
| Miles „Pudge“ Halter      | Charlie Plummer  | Sebastian Fitzner       |
| Alaska Young              | Kristine Frøseth | Magdalena Höfner        |
| Chip „The Colonel“ Martin | Denny Love       | Julius Jellinek         |
| Takumi Hikohito           | Jay Lee          | Bastian Sierich         |
| Lara Buterskaya           | Sofia Vassilieva | Janka Horakova          |
| Sara                      | Landry Bender    | Daniela Molina          |
| Longwell Chase            | Uriah Shelton    | Tobias John von Freyend |
| Kevin                     | Jordan Connor    | David Brizzi            |
| Mr. Starnes „The Eagle“   | Timothy Simons   | Peter Lontzek           |
| Dr. Hyde                  | Ron Cephas Jones | Rainer Gerlach          |
| Nebenbesetzung            |                  |                         |
| Marya                     | Meg Wright       | Josefin Hagen           |
| Madame O’Malley           | Lucy Faust       | Jessica Walther-Gabory  |
| Dolores Martin            | Deneen Tyler     | Harriet Kracht          |
| Jake                      | Henry Zaga       | –                       |
| Holly Moser               | Abbie Gayle      | –                       |

## Episodenliste
| Nr. | Deutscher Titel                                                   | Originaltitel                     | Erstausstrahlung (USA) | Deutschsprachige Erstausstrahlung (D) | Regie                 | Drehbuch                             |
| --- | ----------------------------------------------------------------- | --------------------------------- | ---------------------- | ------------------------------------- | --------------------- | ------------------------------------ |
| 1   | Berühmte letzte Worte                                             | Famous Last Words                 | 18. Okt. 2019          | 1. Jan. 2020                          | Sarah Adina Smith     | Josh Schwartz                        |
| 2   | „Sag ihnen, dass ich was gesagt habe…“ – Pancho Villa             | Tell Them I Said Something…       | 18. Okt. 2019          | 1. Jan. 2020                          | Rachel Lee Goldenberg | Josh Schwartz, Warren Hsu Leonard    |
| 3   | Es ging mir nie besser…                                           | I've Never Felt Better…           | 18. Okt. 2019          | 1. Jan. 2020                          | Brett Haley           | Stephanie Savage & Ashley Wigfield   |
| 4   | „Diese Mahlzeit ist bekömmlich.“ – Millard Fillmore               | The Nourishment Is Palatable      | 18. Okt. 2019          | 1. Jan. 2020                          | Ami Canaan Mann       | Josh Schwartz, Kirk A. Moore         |
| 5   | „Ich zeig euch, dass man damit nicht schießen kann.“ – Johnny Ace | I'll Show You That It Won't Shoot | 18. Okt. 2019          | 1. Jan. 2020                          | Clea DuVall           | Leila Gerstein, Kendall Rogers       |
| 6   | „Wir alle gehen.“ – William McKinley                              | We Are All Going                  | 18. Okt. 2019          | 1. Jan. 2020                          | Megan Griffiths       | Warren Hsu Leonard & Ashley Wigfield |
| 7   | „Jetzt kommt das Geheimnis.“ – Henry Ward Breecher                | Now Comes The Mystery             | 18. Okt. 2019          | 1. Jan. 2020                          | Rashaad Ernesto Green | Josh Schwartz & Stephanie Savage     |
| 8   | „Es ist sehr schön dort drüben.“ – Thomas Edison                  | It's Very Beautiful Over There    | 18. Okt. 2019          | 1. Jan. 2020                          | Josh Schwartz         | Josh Schwartz                        |